# خالد المحضار
خالد محمد عبد الله المحضار (16 مايو 1975 - 11 سبتمبر 2001) كان واحدا من خمسة من خاطفي طائرة اميركان ايرلاينز الرحلة 77، والتي كانت هدفها ضرب مقر وزارة الدفاع البنتاغون كجزء من هجمات 11 سبتمبر.
ولِد المحضاري في المملكة العربية السعودية وقاتل في حرب البوسنة والهرسك في بداية التسعينات. في أوائل عام 1999، سافر إلى أفغانستان، تم اختياره من قبل أسامة بن لادن للمشاركة في هذه الهجمات. وصل المحضار إلى كاليفورنيا مع زميله نواف الحازمي في يناير 2000، بعد سفره إلى ماليزيا لحضور قمة كوالالمبور لتنظيم القاعدة. عند هذه النقطة، كان على بيِّنة من وكالة المخابرات المركزية، والتُقِطَت لهُ صور في ماليزيا مع عضو آخر في تنظيم القاعدة الذي كان ضالعاً في تفجير المدمرة كول. لم تُبلِّغ وكالة المخابرات المركزية مكتب التحقيقات الفدرالي عندما علمت أنَّ المحضاري والحازمي قد دخلوا الولايات المتحدة، ولم يتمْ وضع المحضاري على أي قوائم المراقبة حتى نهاية أغسطس 2001.